# The Boy with the X-Ray Eyes (canción)
«The Boy with the X-Ray Eyes» es una canción de la banda británica Babylon Zoo, lanzado como el tercer y último sencillo de su álbum con el mismo nombre de la canción. La versión del sencillo era una remezcla de Arthur Baker. Cada versión de CD (incluidas las dos promos) tiene una carátula con un color e imagen distinto, al igual que el disco. El sencillo fue lanzado en octubre de 1996 y alcanzó el puesto #32 en las listas del UK Singles Chart del Reino Unido, por lo que fue su último ingreso al Top 40 hasta la fecha.

## Lista de canciones
CD Promo sencillo 1996 EMI (CDEMDJ 440)
1. «The Boy with the X-Ray Eyes» (7" Mix)

CD Promo sencillo 1996 EMI (CDEMDJX 440)
1. «The Boy with the X-Ray Eyes» (7" Mix)
2. «The Boy with the X-Ray Eyes» (Armageddon Babylon Mix)
3. «The Boy with the X-Ray Eyes» (Orchestral Mix)
4. «The Boy with the X-Ray Eyes» (X-Rated Mix)
5. «Mervs Tune»

CD sencillo 1 1996 EMI (CDEM 440)
1. «The Boy with the X-Ray Eyes» (7" Mix)
2. «Mervs Tune»
3. «Spaceman» (Zupervarian Mix)

CD sencillo 2 1996 EMI (CDEMS 440)
1. «The Boy with the X-Ray Eyes» (7" Mix)
2. «The Boy with the X-Ray Eyes» (Armageddon Babylon Mix)
3. «The Boy with the X-Ray Eyes» (X-Rated Mix)
4. «The Boy with the X-Ray Eyes» (Orchestral Mix)

- Datos: Q7719702